# Kościół przy Baszcie Sandomierskiej
Kościół przy Baszcie Sandomierskiej – średniowieczny kościół, którego relikty odnaleziono na Wawelu w Krakowie.
Na początku lat 70. XX w. w południowej części wzgórza wawelskiego, u stóp Baszty Sandomierskiej odkryto resztki fundamentów świątyni nieznanego wezwania, którą określa się jako "kościół przy Baszcie Sandomierskiej". Była to budowla na planie koła z apsydą od strony wschodniej oraz – prawdopodobnie – emporą wewnątrz, od strony zachodniej. Nie jest znana daty jej powstania, być może miało to miejsce w drugiej połowie XI w. Kościół zburzony został około połowy XIII w., podczas sypania nowych wałów obronnych.